# Viola munbyana
Viola munbyana Boiss. & Reut. – gatunek roślin z rodziny fiołkowatych (Violaceae). Występuje naturalnie w Maroku, Algierii, Tunezji oraz na włoskiej wyspie Sycylii. 

## Morfologia
PokrójBylina dorastająca do 10–20 cm wysokości, tworzy kłącza.
LiścieBlaszka liściowa ma nerkowaty kształt. Mierzy 1–5 cm długości, jest karbowana na brzegu, ma sercowatą nasadę i tępy wierzchołek. Ogonek liściowy jest nagi. Przylistki są pierzaste i osiągają 15–25 mm długości.
KwiatyPojedyncze, wyrastające z kątów pędów. Mają działki kielicha dorastające do 4–5 mm długości. Korona kwiatu mierzy 3–5 cm średnicy. Płatki mają niebieskofioletową barwę, dolny płatek posiada ostrogę o długości 15 mm.

## Biologia i ekologia
Rośnie w lasach, na wysokogórskich łąkach i terenach skalistych Występuje na wysokości od 1100 do 1300 m n.p.m. Kwitnie od kwietnia do maja. 